# Байо Пивлянин
Байо (Николич) Пивлянин (? - 1685) — известный сербский ускок XVII века, харамбаша из Пива. Знаток сербских народных песен. Также известен под именем Драгойло.
Участвовал в турецко-венецианской войне в боях под Бокой Которской. Упомянут в венецианском источнике 1669 года известен, как партизанский вождь, который защитил залив от турок и получил награду от Венеции.
В середине 1671 года он и 600 преступников (против Турецкого закона) был перевезен судном из Рисана в Пулу. В Задаре, в 1675 году выступает в качестве одного из лидеров беглецов. В Бока Которску возвращается в 1684 году и снова начинает партизанские набеги на турок. Пивляне и Баньане пришли в залив организовано благодаря Байо Пивлянину в 1685 году. Недалеко от деревни Дражин Врт (општина Котор) стоит башня, названная в его честь, в которой, по преданию, он некоторое время жил.
Чтобы помочь черногорцам, которский провидур Дзено послал отряд под командованием Байо. Конфликт произошел у Вртиельки, где турки одержали победу.
Убит в начале мая 1685 года в битве при Вртиельки около Цетинья. Похоронен в Влашской церкви в Цетинье.

## Никола Пивлянин и бей Любович
«Байо Пивлянин и бей Любович» — известная народная сербская песня о ссоре народного героя Байо Пивлянина с османским беем Любовичем.

### Действие песни
Песня начинается письмом бея Любовича Байо, в котором он обвиняет того в убийстве своего брата и клянется отомстить за него. Байо предлагает в своём письме примирение и выкуп. Бей в следующем письме соглашается, но только при очень унизительных для Байо условиях. Байо отвергает это и посылает бею вызов на поединок.
На дуэль Байо приходит со своим мнимым другом. Бей предлагает "другу" Байо за  мзду умолчать о том, что бей скрыл под рубашкой три брони. Друг принимает взятку и бой начинается.
Всякий раз, когда Байо бьёт мечом Любовича, из-под рубашки того летят искры. Всякий раз, когда бей бьёт, брызжет кровь. Когда Байо раскрывает обман, он подбегает к бею, сбивает его с ног и в ярости перегрызает ему горло.
Песня в исполнение гусляра в двух частях:
- Часть первая
- Часть вторая